# Mustang z Dzikiej Doliny: Droga do wolności
Mustang z Dzikiej Doliny: Droga do wolności (ang. Spirit Untamed) – amerykańsko-japoński film animowany z 2021 roku w reżyserii Elaine Bogan. 
Film wyprodukowany przez DreamWorks Animation i Universal Pictures.

## Fabuła
Lucky Prescott i jej przyjaciele ruszają na pomoc mustangowi, o imieniu Duch, i jego stadu, którym grozi schwytanie.

## Obsada
- Isabela Merced – Lucky
- Marsai Martin – Pru
- Mckenna Grace – Abigail
- Walton Goggins – Hendricks
- Julianne Moore – Cora Prescott
- Jake Gyllenhaal – Jim Prescott

### Wersja polska
- Magdalena Wasylik – Lucky
- Małgorzata Prochera – Abigail
- Sylwia Achu – Pru
- Agnieszka Kunikowska – Cora Prescott
- Kamil Kula – Jim Prescott
- Wojciech Żołądkowicz – Al Granger
- Maciej Maciejewski – Hendricks
- Wojciech Paszkowski – James Prescott Senior
- Anna Sroka-Hryń – Milagro
- Kornel Lesner – Snips
- Julia Kołakowska-Bytner – Valentina
- Wojciech Chorąży – Handlebar
- Krzysztof Cybiński – Horseshoe
- Krzysztof Plewako-Szczerbiński – Chevron
- Bartłomiej Nowosielski – Walrus
- Anna Apostolakis – Pani Twinkles

## Odbiór
Film spotkał się z mieszaną reakcją krytyków. W agregatorze recenzji Rotten Tomatoes 49% z 112 recenzji uznano za pozytywne, a średnia ocen wystawionych na ich podstawie wyniosła 5,50. Z kolei w agregatorze Metacritic średnia ważona ocen z 23 recenzji wyniosła 49 punktów na 100.